# Карвін (Любуське воєводство)
Карвін (пол. Karwin) — село в Польщі, у гміні Дрезденко Стшелецько-Дрезденецького повіту Любуського воєводства.
Населення — 173 особи (2011).
У 1975-1998 роках село належало до Гожовського воєводства.

## Демографія
Демографічна структура станом на 31 березня 2011 року:
|          | Загалом | Допрацездатний вік | Працездатний вік | Постпрацездатний вік |
| -------- | ------- | ------------------ | ---------------- | -------------------- |
| Чоловіки | 82      | 21                 | 58               | 3                    |
| Жінки    | 91      | 26                 | 48               | 17                   |
| Разом    | 173     | 47                 | 106              | 20                   |